# Afon Ogwen
Der Afon Ogwen (walisisch, englisch: River Ogwen) ist ein Fluss im Nordwesten von Wales der in den Bergen von Snowdonia entspringt und nach relativ kurzem Lauf westlich von Bangor in die Conwy Bay mündet.

## Verlauf

### Wasserfälle
Unmittelbar am Westende des Sees fällt der Fluss über die Ogwen Falls (walis. Rhaeadr Ogwen) ab ins Nant-Ffrancon-Tal. Dann fließt er in nordnordwestlicher Richtung weiter durch das Tal, das zum Snowdonia-Nationalpark gehört.

### Flurbereinigung
In den 1950er und 1960er Jahren wurde ein Teil des Ogwen umgebettet um das umliegende Farmland besser zu entwässern. Der Erfolg war gering, die ökologischen Schäden umso größer. Daher machten sich in den 1990er Jahren die Environment Agency in Zusammenarbeit mit dem Countryside Council for Wales und anderen daran, den Fluss zu renaturieren um seine ursprüngliche Biodiversität wiederzugewinnen.
Nach ca. 3,5 km, kurz vor Bethesda verlässt er den Nationalpark. Dort speist er auch das Reservoir des Penrhyn-Steinbruchs.

### Unterlauf
Auf dem Siedlungsgebiet von Bethesda fließen von rechts und Osten beim Dorf Braichmelyn der Afon Llafar/Caseg und Afon Ffrydlas zu. Von Links und Westen kommt der Galedffrwd. Entlang des Flusses verläuft auf weiten Strecken die A5. Nach weiteren 2 km fließt der Afon y Llan zu. Südlich von Bangor wird er von dem North Wales Expressway 11 überquert. Er passiert Penrhyn Castle im Osten und mündet nach einer Strecke von insgesamt ca. 16 km  bei Aberogwen in die Menaistraße.
Der Afon Caseg entwässert große Gebiete des Carneddau-Gebirgsstockes. Im Unterlauf bietet der Ogwen beliebte Kanu-Wildwasserstrecken. entlang des Flusses verläuft auch eine alte Bahnstrecke, die heute als Fahrradweg ausgebaut ist.